# As-Samra
As-Samra (arab. السمرة) – miejscowość w Syrii, w muhafazie Hama. W 2004 roku liczyła 1018 mieszkańców.